# 日球層頂

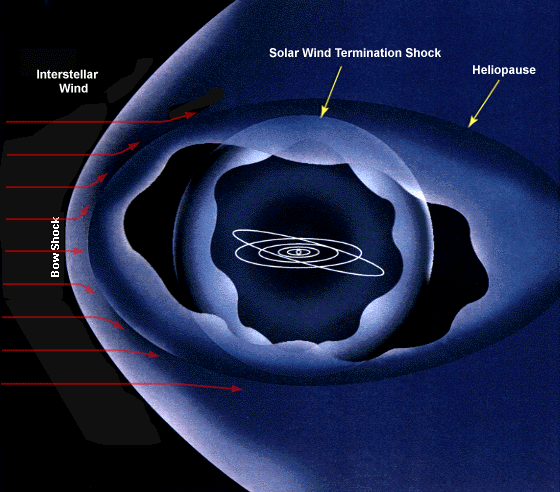
日球層頂是太陽圈和太陽系外的星際介質交界處，當太陽風抵達日球層頂，會突然減慢，形成被稱為太陽風終端震波的震波。

日球層頂（Heliopause），也稱為太陽風層頂，是天文學中表示出自太陽的太陽風遭遇到星際介質而停滯的邊界。
太陽風在星際介質（來自銀河的氫和氦氣體）內吹出的氣泡被稱為太陽圈，在這氣泡的邊界外面就是太陽風再也推不動的龐然巨物星際介質。這個邊界通常稱為日球層頂，並且被認為是太陽系的外層邊界。 
在日球層頂內的邊界稱為終端震波，是太陽風的微粒從超音速被星際介質減低到亞音速的區域。在終端震波和日球層頂中間的區域就是日鞘。
在日球層頂之外，星際介質和日球層頂的交互作用在太陽前進方向的前方產生弓形震波。
在弓形震波和日球層頂之間存在著一層，因為星際物質和日球層頂邊緣作用形成的炙熱氫氣組成的氫氣牆。
日球層頂被假設在太陽繞銀河的軌道上前進的前方是比較小的，他的大小會因為太陽風的速度和星際介質區域性的密度的變化而改變，已經知道最遠的地方還在矮行星冥王星軌道之外。依據NASA的公告，現在還在运作中的旅行者1号和旅行者2号探测器，已經在2005年5月24日和2006年5月23日先後抵達了終端震波，並期待著兩艘太空船都能抵達日球層頂。另一方面，在2008年發射的星際邊界探測器（IBEX）亦计划将抵達日球層頂並傳送回影像作为自己的终极任务之一。

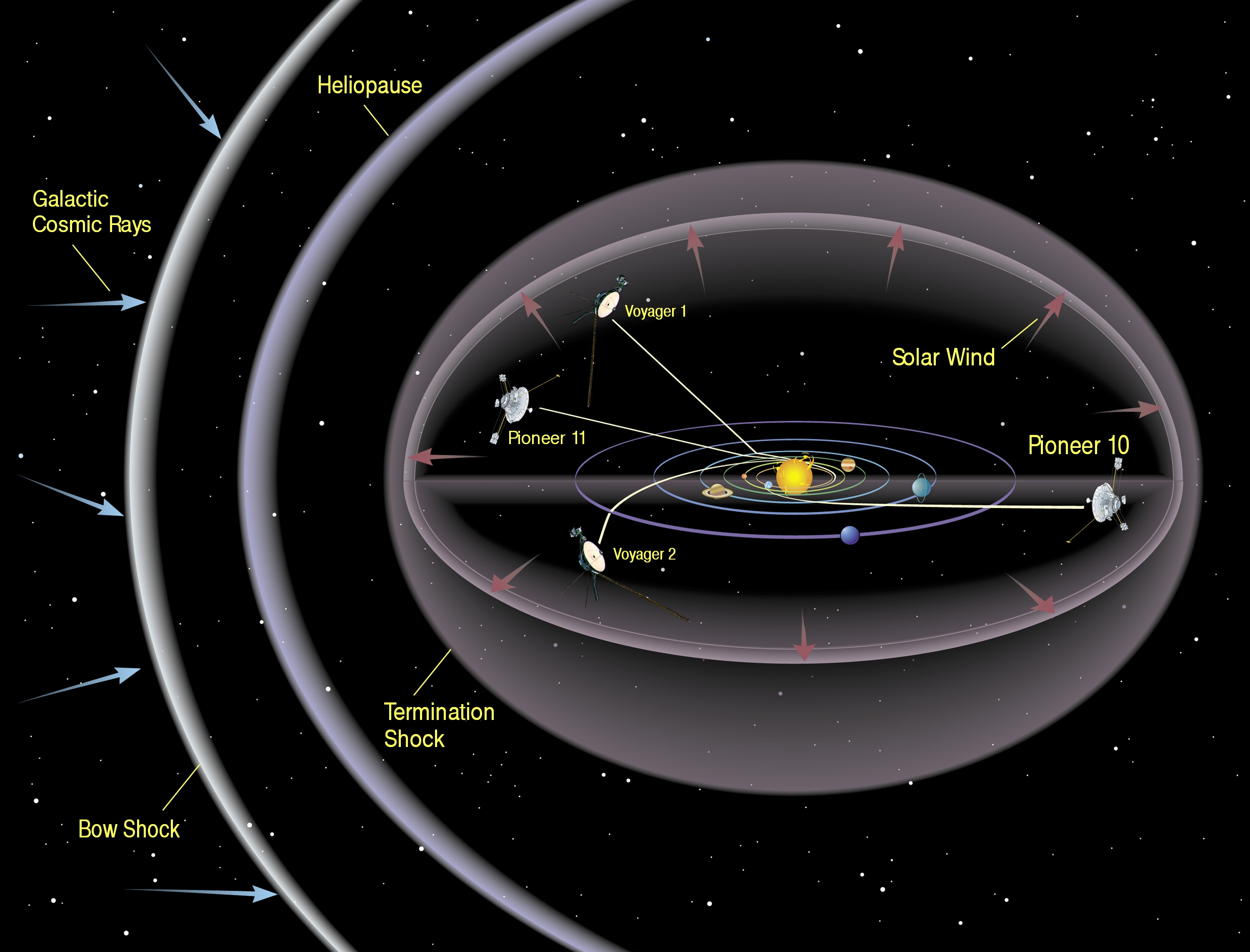
接近日鞘的航海家一號、二號和先鋒10號

當太陽發射出的微粒遭遇到星際間的物體時，會減速並釋放能量。許多的微粒累積在日球層頂附近，由於他們減速所積蓄的能量造成的衝激波。
日球層頂的另一種可以選擇或被接受的定義是：太陽系磁層的磁層頂和銀河系的電漿交會的地區。